# Центральноморавские диалекты

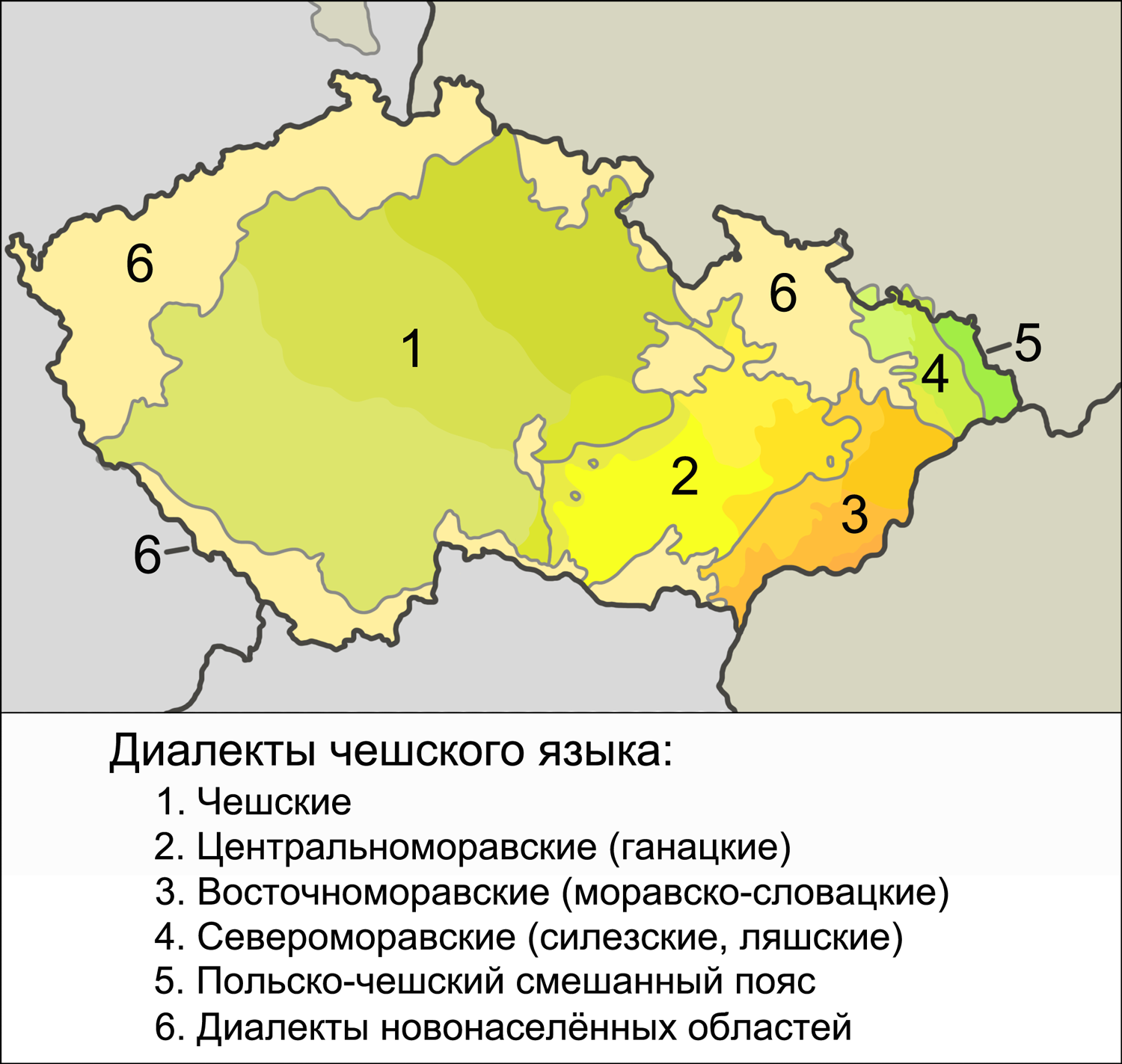
Центральноморавские диалекты на карте диалектов чешского языка

Центральномора́вские диале́кты (ганацкие диалекты, среднеморавские диалекты, центральноморавская группа диалектов, ганацкая группа диалектов) (чеш. nářečí středomoravská, nářečí hanácká, středomoravská nářeční skupina, hanácká nářeční skupina) — группа диалектов чешского языка, распространённых в восточной части чешского языкового ареала (в западных и центральных районах исторической области Моравия). Относится к одной из четырёх традиционно выделяемых чешских диалектных групп наряду с собственно чешской, североморавской (силезской, или ляшской) и восточноморавской (моравско-словацкой). Центральноморавская диалектная группа делится на четыре меньших ареала: южный центральноморавский диалект, северный центральноморавский диалект, западные периферийные центральноморавские говоры и восточные центральноморавские говоры.
Для центральноморавских диалектов характерны изменения дифтонгов (/eɪ̯/ > /ē/, /ou̯/ > /ō/); сужение /ē/ > ī; высокая частотность мягких согласных /n’/, /t’/, /d’/ перед согласными и в конце слова; озвончение в группе /sh/; сочетание /šč/ на месте /st’/; звонкий тип сандхи; формы существительных женского рода в именительном и винительном падежах типа ulica — ulicu; формы глаголов 1-го лица единственного числа настоящего времени типа chcu; формы глаголов 3-го лица множественного числа настоящего времени с окончанием -ijó и другие диалектные черты.
На территории распространения центральноморавских диалектов функционирует наддиалектная форма, образовавшаяся из местных говоров, называемая ганацкий (центральноморавский) интердиалект (чеш. hanácký (středomoravský) interdialekt) или общеганацкий (общецентральноморавский) язык (чеш. obecná hanáčtina (obecná středomoravština)).

## Классификация
В состав центральноморавской диалектной группы входят:
- Южный центральноморавский диалект (чеш. jižní středomoravská (hanácká) podskupina):
  - Горские говоры (nářečí horské),
  - Знойемские говоры (nářečí znojemské),
- Северный центральноморавский диалект (centrální (severní) středomoravská (hanácká) podskupina).
- Западные периферийные центральноморавские говоры (západní okrajové úseky středomoravských nářečí):
  - Забржегские говоры (zábřežský úsek),
  - Кунштатско-моравске-будеёвицкие говоры (úsek kunštátsko-moravskobudějovický),
- Восточные центральноморавские говоры (východní středomoravská nářečí):
  - Коетинско-пршеровские говоры (úsek kojetínsko-přerovský),
  - Анклавы чугацких говоров (enklávy čuháckého nářečí),
  - Славковско-бучовицкие говоры (úsek slavkovsko-bučovický).

## Область распространения

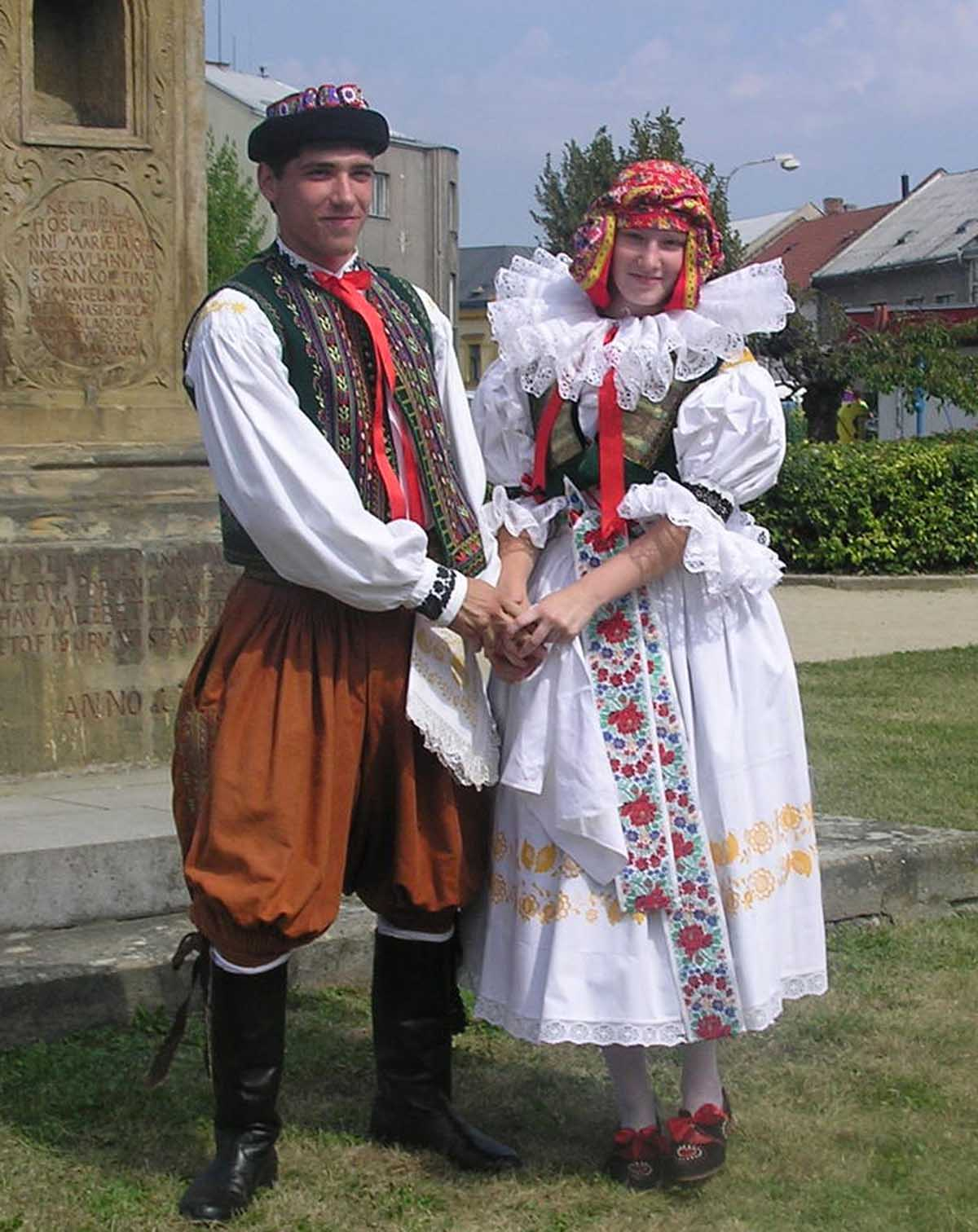
Ганаки, носители говоров центральноморавских диалектов, в народных костюмах

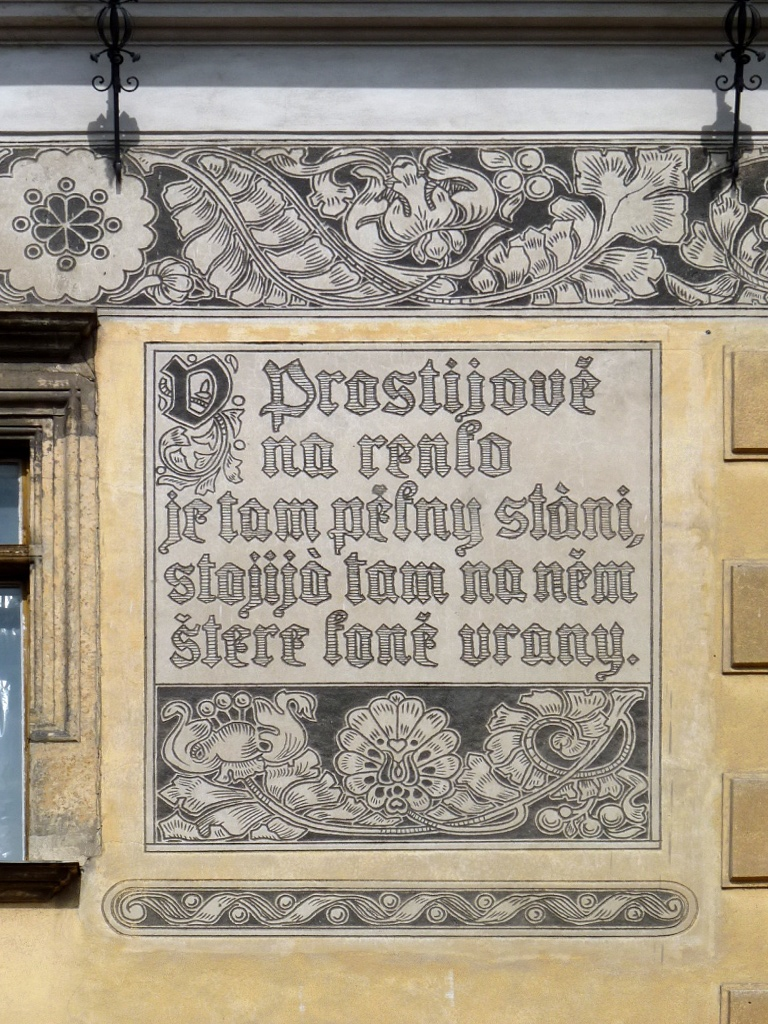
Надпись на одном из ганацких диалектов на стене замка в городе Простеёв

Область распространения центральноморавских диалектов охватывает центральные и западные районы Моравии, прежде всего территорию исторической и этнографической области Ганы с исконно чешским (моравским) населением, исключая новонаселённые районы. Данная территория включает бо́льшую часть Южноморавского края (исключая его юго-восточные районы), бо́льшую часть Оломоуцкого края (исключая его крайне северные районы) и восточные районы края Высочина.
С запада к ареалу центральноморавских диалектов примыкают ареалы чешских диалектов: юго-восточного (переходного чешско-моравского) и на незначительном отрезке границы на северо-западе — северо-восточного диалекта. На востоке и юго-востоке центральноморавские диалекты граничат с областью распространения западных периферийных говоров восточноморавских (моравско-словацких) диалектов. С севера и с юга к центральноморавским диалектам примыкают новонаселённые области (в которых до второй мировой войны были распространены диалекты немецкого языка) со смешанными чешскими диалектами, с юго-запада — область распространения немецкого языка на границе с Австрией.

## Особенности диалектов
Для центральноморавских диалектов характерны следующие фонетические и морфологические диалектные признаки:

### Фонетика
1. Наличие оппозиции долгих и кратких гласных, объединяющее центральноморавские диалекты с чешскими и восточноморавскими и противопоставляющее их североморавским диалектам, в которых долгие гласные сократились.
2. Изменение дифтонга /eɪ̯/ (из *ȳ (*ī)) > /ē/: bét «быть», dobré «хороший» и т. п. В чешских диалектах отмечается наличие дифтонгического сочетания /ej/: bejt, dobrej и т. п.; в восточноморавских — наличие долгого /ȳ/: dobrý; в североморавских — краткого /y/: dobry.
3. Изменение дифтонга /ou̯/ (из *ū) > /ō/: móka «мука», nesó «(они) несут» и т. п. В чешских диалектах фиксируется дифтонг /ou̯/: mou̯ka, nesou̯ и т. п. В восточноморавских сохранился долгий /ū/: nesú; в североморавских /u/ стал кратким: nesu.
4. Неразличение /i/ — /y/ как и в литературном языке и во всех диалектах, кроме североморавских.
5. Сужение в ряде говоров гласной /ē/ > ī, как и в чешских диалектах: dobrí mlíko «хорошее молоко». В остальных диалектах /ē/ (/e/) сохраняется.
6. Неразличение /l/ — /ł/ как и в литературном языке и чешских диалектах, различение /l/ — /ł/ (либо мягкого /l’/ на месте /l/ и губно-губного /u̯/ на месте /ł/) характерно для восточноморавских и североморавских диалектов, а также некоторых периферийных (центральноморавских и чешских юго-западных и северо-восточных) говоров.
7. Озвончение в группе /sh/ (произношение как zh) прежде всего в восточной части центральноморавского ареала: na‿zhledanó («до свидания») как и в восточноморавских и североморавских диалектах, для чешских диалектов характерно оглушение в /sh/: na‿schledanou̯.
8. Звонкий тип сандхи (главным образом в восточных диалектах): už‿abiz‿ut’ekal («ты бы уже бежал») в отличие от литературного языка и чешских диалектов с глухим типом сандхи — uš‿abis‿ut’íkal. Звонкий тип характерен для восточноморавских и североморавских диалектов.